# 달리기

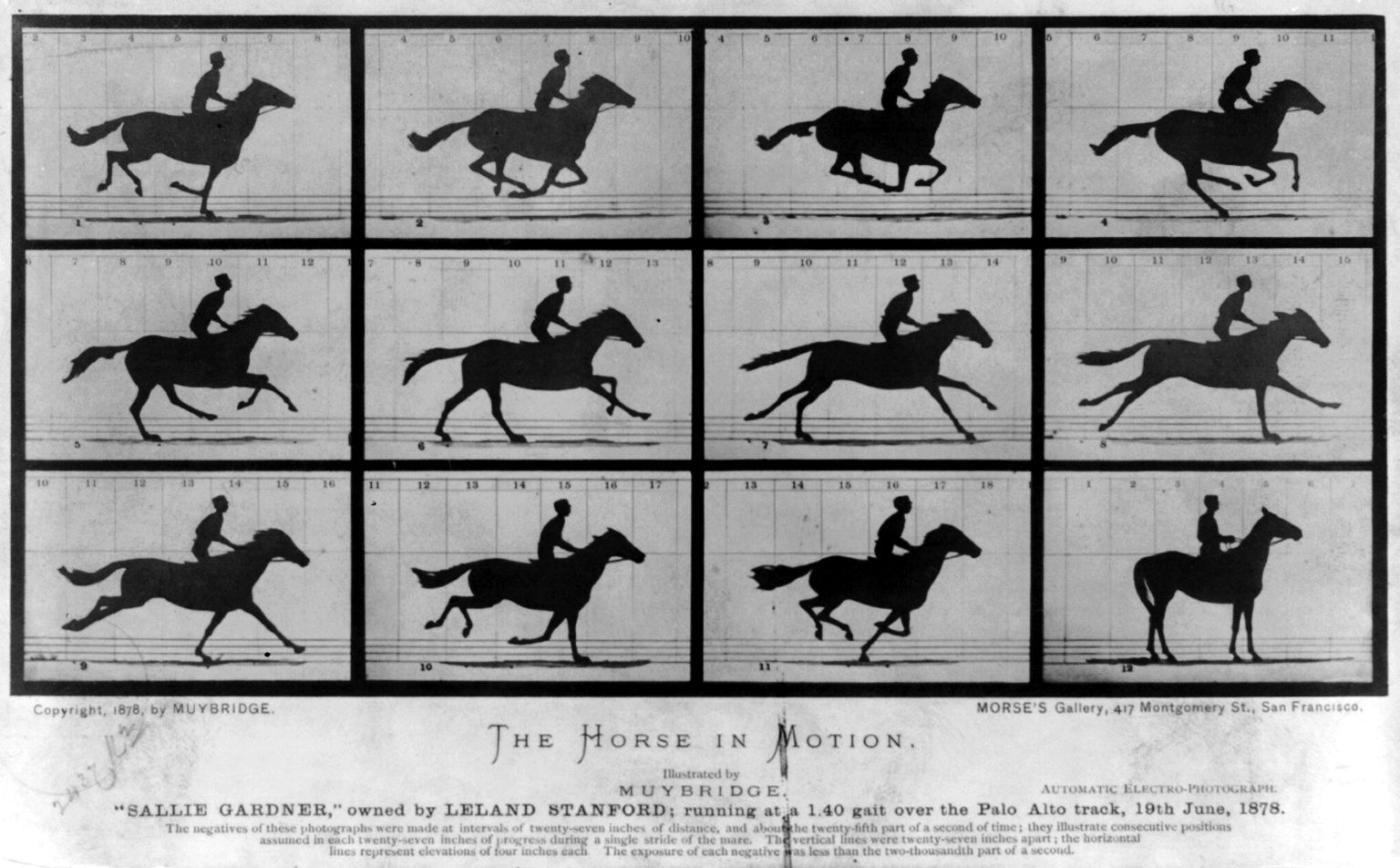
말의 달리기

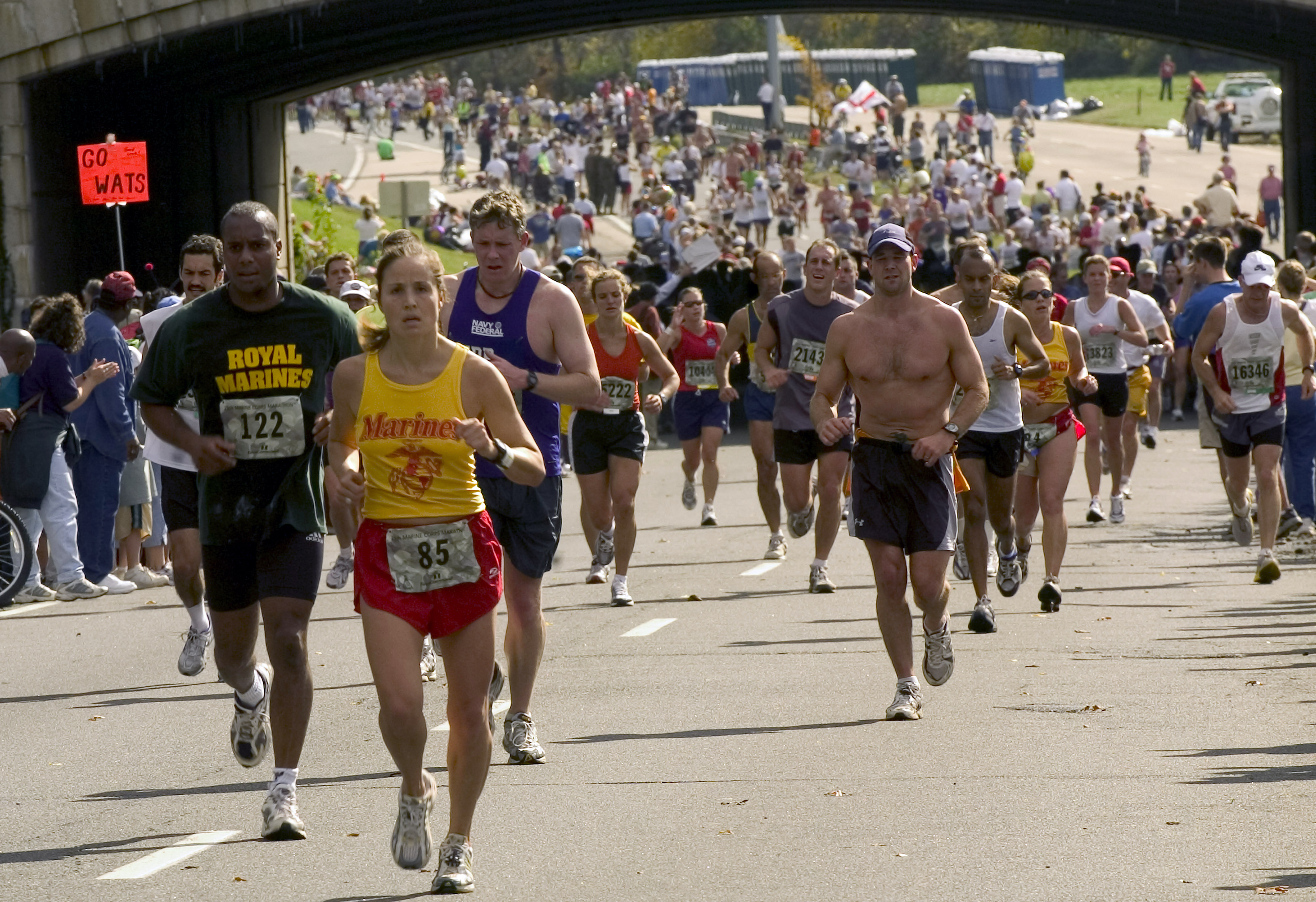
미국 해병대의 마라톤 대회

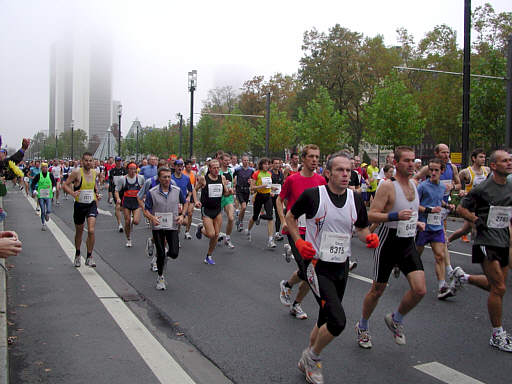
독일 프랑크푸르트 2004 마라톤 대회

달리기 또는 러닝(Running, 일본어: ランニング 란닌구[*], 문화어: 런닝)은 동물이 육상에서 다리를 이용해 움직이는 가장 빠른 방법을 말한다. 스포츠에서는 특정 시점에서 모든 발이 땅에서 떨어져 있는 걸음걸이로 정의한다. 유산소 및 무산소 운동으로 널리 시행되고 있다. 또한 달리기는 모든 스포츠의 기본이 되는 운동이다.

## 인간의 달리기
달리기는 몸 전체의 각 부분의 협동으로 이루어지는 복잡한 과정이다. 인간들은 각자 다른 방식으로 달리지만, 몇몇 사항들은 거의 누구에게나 공통적이다.

### 하체의 움직임
달리기는 양 다리를 교대로 앞으로 움직이는 방식으로 이루어진다. 각 다리가 움직이는 과정은 대략적으로 '지탱', '추진', '회복'의 세 단계로 나눌 수 있다. 지탱과 추진은 발이 땅에 닿은 상태에서 일어나며, 회복은 발이 땅에서 떨어진 상태에서 일어난다. 달리기의 정의상 언제나 적어도 한 발은 회복 상태에 있다.

## 달리기의 장점
하면서 부상을 입는 것은 여타 다른 스포츠에서도 마찬가지겠지만, 달리기는 그럼에도 불구하고 많은 장점들을 가지고 있다. 달리기를 하면 '체중의 감소', '심혈관계와 호흡계의 건강증진', '체내 총 콜레스테롤 수치 감소', '골밀도 증가', '면역계 강화', '자존감 증가'  등의 효과가 있다. 또한 달리기는 다른 형태의 운동과 마찬가지로 노화를 천천히 하거나 거꾸로 돌릴 수 있다.
달리기는 몸무게를 줄이는데 도움을 주며, 체형을 유지시킨다. 달리기는 대사작용을 증가시킨다. 달리기를 할 때, 각 개인의 건강 수준에 따라 적절한 달리는 속도와 거리는 다르다. 초심자의 경우 달리기가 몸에 맞아지는 시간이 필요하다. 꾸준함과 천천히 속도와 거리를 늘리는 것이 중요하다. 달리는동안 자신의 몸의 느낌에 집중하는 것이 최선의 방법이다. 만약 달리는 동안 숨이 차거나 지치는 느낌이 있는 경우 속도를 늦추거나 짧은 거리를 몇주간 달리는 것이 더 효과적이다. 그러다가 달리는 페이스나 거리가 더 이상 몸에 부치지 않는다면 속도를 더 내거나 더 먼 거리를 달리면 된다.
달리기는 또한 정신적으로도 장점이 있다. 종종 "러너스 하이"(Runner's high)로 일컬어지는 기쁜 상태는 달릴때 얻어진다. 그렇기에 달리기는 우울증에 있는 사람 또는 중독환자들에게 자주 권해진다. 달리면서 즐길 수 있는 아름다운 자연과 풍경은 정신적 웰빙을 증진 시킬 수 있다. What TV
동물 모델에서 달리기는 뇌의 새로운 신경생성을 늘릴 수 있는 것을 관찰하였다. 이 발견은 노화나 학습, 기억에 있어서 중요한 점을 말해준다.
달리기는 다른 스포츠에서도 매우 중요시 된다. 축구, 농구, 야구 등의 스포츠에서도 달리기가 빠른 선수들은 그게 장점이 되어 대우를 받는다.
축구의 경우 팀에서 가장 달리기가 빠른 선수의 등번호를 11번으로 부여한다. 미로슬라프 클로제, 클라우디오 로페스, 일한 만시즈, 에르난 크레스포, 곤살로 이과인 등은 달리기가 매우 빠른 축구선수이다.
야구에서는 팀에서 가장 달리기가 빠른 선수를 주로 대주자로 활용한다.

## 같이 보기
- 걷기
- 마라톤
- 올림픽